# Pantopipetta longituberculata
Pantopipetta longituberculata is een zeespin uit de familie Austrodecidae. De soort behoort tot het geslacht Pantopipetta. Pantopipetta longituberculata werd in 1955 voor het eerst wetenschappelijk beschreven door Turpaeva. 